# Mussaenda elegans
Mussaenda elegans là một loài thực vật có hoa trong họ Thiến thảo. Loài này được Schumach. & Thonn. mô tả khoa học đầu tiên năm 1827.